# Cryptomeigenia elegans
Espèce
Synonymes
- Hypostena elegans Wulp, 1890

Cryptomeigenia elegans est une espèce de diptères de la famille des Tachinidae. Elle est trouvée au Mexique. Les larves sont parasitoïdes de Scarabeidae adultes.